# Lijst van ambassades in Nederland

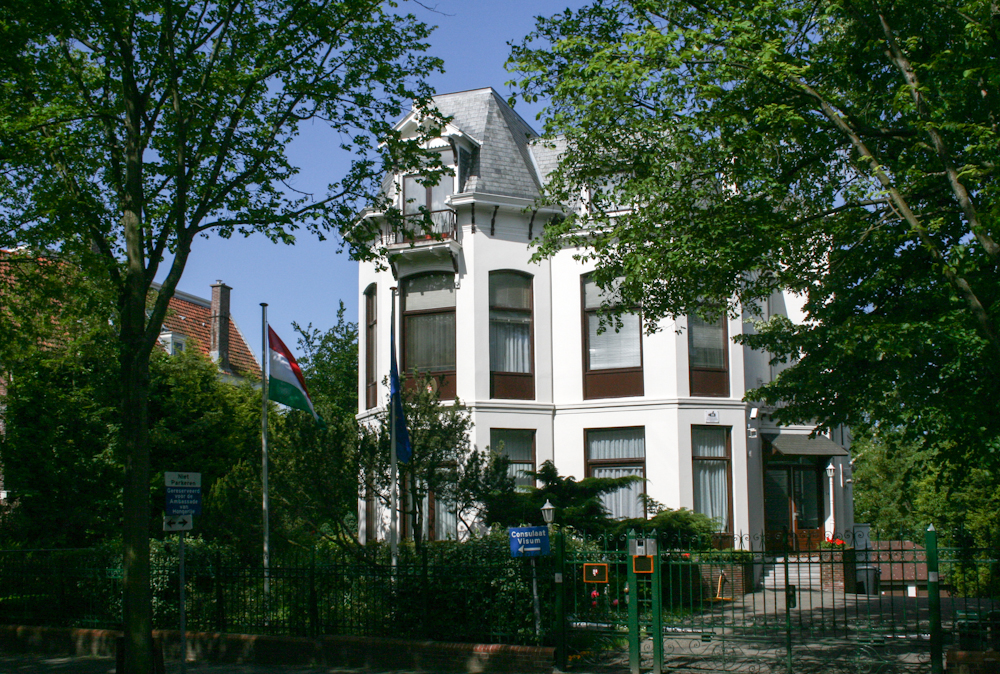
De Hongaarse ambassade aan de Hogeweg in Den Haag

De volgende landen zijn met een ambassade, consulaat of honorair consul vertegenwoordigd in Nederland. De meeste van deze ambassades zijn gevestigd in Den Haag, waar de Nederlandse regering zetelt; wanneer dit niet het geval is wordt dat vermeld. Een aantal landen heeft naast een ambassade nog één of meerdere consulaten, verspreid over het land. Er wordt echter enkel de belangrijkste vertegenwoordiging genoemd. Wanneer de vertegenwoordiging van een land niet in Nederland gevestigd, maar wel geaccrediteerd is, wordt dit aangegeven door een donkerder gekleurde balk.

## Ambassades en consulaten in Nederland
Indien er geen plaatsnaam bij staat, dan is deze gevestigd in Den Haag. Hoofdregel is dat de kanselarijen van diplomatieke missies (in tegenstelling tot consulaire posten en de residenties van de betreffende ambassadeurs) dienen te worden gevestigd in de plaats die voor het ontvangend land als regeringszetel geldt. Uitzondering is thans de Ambassade van de Verenigde Staten van Amerika waarvan de nieuwbouw om veiligheidsredenen in Wassenaar is gesitueerd. Canada had ooit het Canada House in Wassenaar. De Palestijnse Gebieden hebben geen officiële ambassade in Nederland, maar een zogeheten "diplomatieke missie", met als Hoofd mevrouw Rawan T.Z. Sulaiman.

### A
| Land         | Ambassadeur/consul                           | Website                      | Adres                       | Soort                  | Foto |
| ------------ | -------------------------------------------- | ---------------------------- | --------------------------- | ---------------------- | ---- |
| Afghanistan  | Mohammad Asif Rahimi                         | afghanistanembassy.nl        | Amaliastraat 16             | Ambassade              |      |
| Albanië      | Adia Sakiqi                                  | ambasadat.gov.al             | Anna Paulownastraat 109B    | Ambassade              |      |
| Algerije     | Salima Abdelhak                              | embalgeria.nl                | Van Stolklaan 1-3           | Ambassade              |      |
| Angola       | Maria Isabel Gomes Godinho de Resende Encoge | gegevens op rijksoverheid.nl | Groot Hertoginnelaan 16     | Ambassade              |      |
| Argentinië   | Mr. Mario Javier Agustin Oyarzábal           | epbaj.mrecic.gov.ar          | Javastraat 20               | Ambassade              |      |
| Armenië      | Tigran Balayan                               | gegevens op minbuza.nl       | Johan de Wittlaan 5         | Ambassade              |      |
| Aruba        | Edwin Abath                                  | arubahuis.nl                 | R.J. Schimmelpennincklaan 1 | Gevolmachtigd minister |      |
| Australië    |                                              | netherlands.embassy.gov.au   | Carnegielaan 4              | Ambassade              |      |
| Azerbeidzjan | Fikrat Akhundov                              | azembassy.nl                 | Andries Bickerweg 6         | Ambassade              |      |

### B
| Land                  | Ambassadeur/consul                        | Website                           | Adres                           | Soort     | Foto |
| --------------------- | ----------------------------------------- | --------------------------------- | ------------------------------- | --------- | ---- |
| Bangladesh            | M. Riaz Hamidullah                        | bangladeshembassy.nl              | Stadhouderslaan 7               | Ambassade |      |
| Barbados              | Maarten Fontein                           | gegevens op minbuza.nl            | Ruychrocklaan 227               | Consulaat |      |
| België                | Anick Simonne A. Van Calster              | netherlands.diplomatie.belgium.be | Johan van Oldenbarneveltlaan 11 | Ambassade |      |
| Belize                | Alexander Roos                            | gegevens op minbuza.nl            | Sloterkade 84 (Amsterdam)       | Consulaat |      |
| Bhutan                | Cornelis Klein                            | gegevens op minbuza.nl            | Koningin Marialaan 176          | Consulaat |      |
| Bolivia               | Roberto Calzadilla Sarmiento              | embassyofbolivia.nl               | Nassaulaan 5                    | Ambassade |      |
| Bosnië en Herzegovina | Almir Sahovic                             | gegevens op rijksoverheid.nl      | Bezuidenhoutseweg 223           | Ambassade |      |
| Botswana              | Marieke Sanders-Ten Holte                 | gegevens op rijksoverheid.nl      | Keizersgracht 310 (Amsterdam)   | Consulaat |      |
| Brazilië              | Paulo Roberto Caminha de Castilhos França | brazilianembassy.nl               | Mauritskade 19                  | Ambassade |      |
| Bulgarije             | Konstantin Stefanov Dimitrov              | mfa.bg                            | Duinroosweg 9                   | Ambassade |      |
| Burkina Faso          |                                           |                                   |                                 |           |      |
| Burundi               | Gamaliel Nkurunziza                       | burundiembassy.nl/                | Carnegielaan 4-14               | Ambassade |      |

### C
| Land                | Ambassadeur/consul        | Website                      | Adres                         | Soort     | Foto |
| ------------------- | ------------------------- | ---------------------------- | ----------------------------- | --------- | ---- |
| Canada              | Lisa Helfand              | international.gc.ca          | Sophialaan 7                  | Ambassade |      |
| Chili               | Jaime Moscoso Valenzuela  | chileabroad.gov.cl           | Mauritskade 51                | Ambassade |      |
| China               | Tan Jian                  | nl.china-embassy.org         | Willem Lodewijklaan 10        | Ambassade |      |
| Colombia            | Carolina Olarte Bácares   | colombiaemb.nl               | Groot Hertoginnelaan 14       | Ambassade |      |
| Congo-Kinshasa (DR) | Thomas Pierre Nzeza Konko | gegevens op rijksoverheid.nl | Koninginnegracht 60           | Ambassade |      |
| Costa Rica          | Arnoldo Brenes Castro     | embacr.nl                    | Laan Copes van Cattenburch 46 | Ambassade |      |
| Cuba                | Anet Pino Rivero          | embacuba.nl                  | Koninginnegracht 37           | Ambassade |      |
| Cyprus              | Dr. Elpidoforos A.        | mfa.gov.cy                   | Surinamestraat 15             | Ambassade |      |

### D
| Land                   | Ambassadeur/consul     | Website                            | Adres                      | Soort     | Foto |
| ---------------------- | ---------------------- | ---------------------------------- | -------------------------- | --------- | ---- |
| Denemarken             | Jarl Kåre Frijs-Madsen | nederlandene.um.dk                 | Koninginnegracht 30        | Ambassade |      |
| Dominicaanse Republiek | Juan Bautista Duran    | gegevens op minbuza.nl             | Raamweg 21-22              | Ambassade |      |
| Duitsland              | Cyrill Jean Nunn       | https://niederlande.diplo.de/nl-nl | Groot Hertoginnelaan 18-20 | Ambassade |      |

### E
- Ethiopië en Nederland onderhouden wel diplomatieke betrekkingen, maar de ambassade van Ethiopië in Den Haag is sinds 12 augustus 2021 gesloten.
- De ambassadeur van Eritrea werd in januari 2018 door Nederland als persona non grata uitgewezen, maar de ambassade bleef geopend. Hoewel een ruime meerderheid in de Tweede Kamer de toenmalige minister van Buitenlandse Zaken Halbe Zijlstra opdroeg de hele Eritrese kanselarij te sluiten, deed hij dat niet. Nederland heeft nog nooit een ambassade gesloten.[1]

| Land        | Ambassadeur/consul                 | Website                      | Adres               | Soort     | Foto |
| ----------- | ---------------------------------- | ---------------------------- | ------------------- | --------- | ---- |
| Ecuador     | Andres Horacio Teran Parral        | embassyecuador.eu            | Koninginnegracht 84 | Ambassade |      |
| Egypte      | Hatem Elsayed Mohamed Kamaleldin   | gegevens op rijksoverheid.nl | Badhuisweg 92       | Ambassade |      |
| El Salvador | Carmen Maria Gallardo de Hernandez | gegevens op rijksoverheid.nl | Riouwstraat 137     | Ambassade |      |
| Eritrea     |                                    | eritrea.be                   | Javastraat 58       | Ambassade |      |
| Estland     | Lauri Kuusing                      | estemb.nll                   | Zeestraat 92        | Ambassade |      |

### F
| Land       | Ambassadeur/consul        | Website           | Adres                          | Soort | Foto |
| ---------- | ------------------------- | ----------------- | ------------------------------ | ----- | ---- |
| Filipijnen | L. Eduardo Malaya         | philembassy.nl    | Laan Copes van Cattenburch 125 |       |      |
| Finland    | Ilkka-Pekka Antero Similä | finlandabroad.fi  | Fluwelen Burgwal 58            |       |      |
| Frankrijk  | François Alabrune         | nl.ambafrance.org | Anna Paulownastraat 76         |       |      |

### G
| Land        | Ambassadeur/consul  | Website                  | Adres                          | Soort     | Foto |
| ----------- | ------------------- | ------------------------ | ------------------------------ | --------- | ---- |
| Georgië     | David Solomonia     | / netherlands.mfa.gov.ge | Lange Vijverberg 12            | Ambassade |      |
| Ghana       | Francis Danti Kotia | ghanaembassy.nl          | Laan Copes van Cattenburch 70  | Ambassade |      |
| Grenada     | Robert Houwer       | grenadaconsulate.eu      | Jan Luijkenstraat 5, Amsterdam | Consulaat |      |
| Griekenland | Caterina Ghini      | greekembassy.nl          | Amaliastraat 1                 |           |      |
| Guatemala   |                     |                          | De Ruijterstraat 36            |           |      |

### H
| Land      | Ambassadeur/consul | Website     | Adres      | Soort | Foto |
| --------- | ------------------ | ----------- | ---------- | ----- | ---- |
| Hongarije | Dr. András Kocsis  | haga.gov.hu | Hogeweg 14 |       |      |

### I
| Land      | Ambassadeur/consul           | Website                              | Adres                    | Soort     | Foto |
| --------- | ---------------------------- | ------------------------------------ | ------------------------ | --------- | ---- |
| Ierland   | Brendan Gerard Rogers        | dfa.ie embassy nl                    | Scheveningseweg 112      |           |      |
| India     | Reenat Sandhu                | indianembassy.nl                     | Buitenrustweg 2          |           |      |
| Indonesië | Mayerfas                     | kemlu.go.id/thehague/lc indonesia.nl | Tobias Asserlaan 8       | Ambassade |      |
| Iran      | Kazem Gharib Abadi           | iranianembassy.nl                    | Duinweg 20               |           |      |
| Irak      | Nazar Al-Khirullah           | embassyofiraq.nl                     | Johan de Wittlaan 16     |           |      |
| Israël    | Modi Moshe Ephraim           | embassies.gov.il                     | Johan de Wittlaan 5      |           |      |
| Italië    | Giorgio Novello              | amblaja.esteri.it                    | Parkstraat 28 – 2514 JK  | Ambassade |      |
| Ivoorkust | Sallah Ben Abdel Kader Hamza |                                      | Laan van Meerdervoort 16 |           |      |

### J
| Land     | Ambassadeur/consul                | Website            | Adres              | Soort     | Foto |
| -------- | --------------------------------- | ------------------ | ------------------ | --------- | ---- |
| Japan    | Hiroshi Minami                    | nl.emb-japan.go.jp | Tobias Asserlaan 5 | Ambassade |      |
| Jemen    | Sahar Mohammed Abduljabbar Ghanem | Yemen-embassy.nl   | Scheveningseweg 68 | Ambassade |      |
| Jordanië | Daifallah Ali Daifallah Alfayez   | jordanembassy.nl   | Badhuisweg 79      |           |      |

### K
| Land       | Ambassadeur/consul            | Website              | Adres                    | Soort     | Foto |
| ---------- | ----------------------------- | -------------------- | ------------------------ | --------- | ---- |
| Kameroen   | Madeleine Liguemoh Ondoua     | cameroon-embassy.nl  | Amaliastraat 12          |           |      |
| Kazachstan | Askar Zhumagaliyev            | kazakhembassy.nl     | Badhuisweg 91            |           |      |
| Kenia      | Margaret Wambui Ngugi Shava   | kenyanembassy-nl.com | Nieuwe Parklaan 21       |           |      |
| Koeweit    | Ali Ahmad Ebraheem S Aldafiri |                      | Carnegielaan 9           |           |      |
| Kosovo     | Dren Doli                     | ambasada-ks.net      | Anna Paulownastraat 56 A | Ambassade |      |
| Kroatië    | Dubravka Plejić-Marković      | nl.mvep.hr           | Surinamestraat 11        |           |      |

### L
| Land      | Ambassadeur/consul | Website                | Adres                    | Soort     | Foto |
| --------- | ------------------ | ---------------------- | ------------------------ | --------- | ---- |
| Letland   | Aiga Liepiņa       |                        | Koninginnegracht 27      |           |      |
| Libanon   | Abdel Sattar Issa  | lebanonembassy.nl      | Frederikstraat 2         |           |      |
| Libië     | Marai A. A. Arhim  |                        | Parkweg 15               |           |      |
| Litouwen  | Neilas Tankevičius | gegevens op minbuza.nl | Laan van Meerdervoort 20 | Ambassade |      |
| Luxemburg | Jean-Marc Hoscheit | gegevens op minbuza.nl | Nassaulaan 8             | Ambassade |      |

### M/N
(opm.: landen met de beginletters N en M vooralsnog beiden onder een kopje i.v.m. de naam Macedonië of Noord-Macedonië)
| Land            | Ambassadeur/consul                      | Website                      | Adres                          | Soort              | Foto |
| --------------- | --------------------------------------- | ---------------------------- | ------------------------------ | ------------------ | ---- |
| Noord-Macedonië | Elena Bodeva Chargé d'Affaires a.i.     | gegevens op minbuza.nl       | Laan van Meerdervoort 50c      | Ambassade          |      |
| Madagaskar      | Hoyte Alexander Veder                   | gegevens op minbuza.nl       | Heemraadssingel 97 (Rotterdam) | Honorair consul    |      |
| Malediven       | Herman Scholten                         | gegevens op minbuza.nl       | Velazquezstraat 11 (Amsterdam) | Honorair consul    |      |
| Maleisië        | Dato' Nadzirah Binti Osman              | kln.gov.my                   | Rustenburgweg 2                | Ambassade          |      |
| Malta           | Mark Pace                               | gegevens op minbuza.nl       | Nassaulaan 15                  | Ambassade          |      |
| Marokko         | Mohamed Basri                           | gegevens op minbuza.nl       | Oranjestraat 9                 | Ambassade          |      |
| Mexico          | José Antonio Zabalgoitia Trejo          | embamex2.sre.gob.mx          | Nassauplein 28                 | Ambassade          |      |
| Moldavië        | Tatiana Pârvu                           | gegevens op rijksoverheid.nl | Bezuidenhoutseweg 117          | Ambassade          |      |
| Mongolië        | A.R. Schiphorst-Preuper                 | hcmongolie.nl                | Charles Petitweg 35/10 (Breda) | Honorair consul    |      |
| Myanmar         |                                         |                              | Overaseweg 96 (Breda)          | Consulaat-generaal |      |
| Nicaragua       | Dr. Carlos. J. Francisco Argüello Gómez | embanic.nl                   | Eisenhowerlaan 112             | Ambassade          |      |
| Nieuw-Zeeland   | George Troup                            | mfat.govt.nz                 | Eisenhowerlaan 77N             | Ambassade          |      |
| Nigeria         | Eniola Ajayi                            | nigerianembassy.nl           | Wagenaarweg 5                  | Ambassade          |      |
| Noorwegen       | Bård Ivar Svendsen                      | norway.no                    | Eisenhowerlaan 77J             | Ambassade          |      |

### O
| Land       | Ambassadeur/consul                  | Website                | Adres                | Soort           | Foto |
| ---------- | ----------------------------------- | ---------------------- | -------------------- | --------------- | ---- |
| Oeganda    | Willem van Mourik                   | ugandaconsulate.nl     | Melkweg 9 (Blaricum) | Honorair consul |      |
| Oekraïne   | Maksym Kononenko                    | netherlands.mfa.gov.ua | Zeestraat 78         | Ambassade       |      |
| Oman       | Sheikh Dr. Abdullah Salim Al Harthi | gegevens op minbuza.nl | Nieuwe Parklaan 9    | Ambassade       |      |
| Oostenrijk | Astrid Harz                         | bmeia.gv.at            | Van Alkemadelaan 342 | Ambassade       |      |

### P
| Land      | Ambassadeur/consul     | Website                           | Adres                         | Soort              | Foto |
| --------- | ---------------------- | --------------------------------- | ----------------------------- | ------------------ | ---- |
| Pakistan  |                        | embassyofpakistan.com             | Amaliastraat 8                | Ambassade          |      |
| Palau     | Tjeerd van den Berg    | gegevens op minbuza.nl            | Kennemerstraatweg 59 (Heiloo) | Honorair consul    |      |
| Palestina | Rawan Sulaiman         | palestinianmission.nl             | Nieuwe Parklaan 23            | Missie             |      |
| Panama    | Elixabeth Ward Neiman  | gegevens op minbuza.nl            | Amaliastraat 3                | Consulaat-generaal |      |
| Peru      | -                      | embassyofperu.nl                  | Nassauplein 4                 | Ambassade          |      |
| Polen     | Margareta Kassangana   | gov.pl                            | Alexanderstraat 25            | Ambassade          |      |
| Portugal  | Clara Nunes dos Santos | haia.embaixadaportugal.mne.gov.pt | Zeestraat 74                  | Ambassade          |      |

### Q
| Land  | Ambassadeur/consul     | Website           | Adres    | Soort     | Foto |
| ----- | ---------------------- | ----------------- | -------- | --------- | ---- |
| Qatar | Hamad Ali J. Al-Hanzab | embassyofqatar.nl | Borweg 7 | Ambassade |      |

### R
| Land     | Ambassadeur/consul            | Website       | Adres                            | Soort     | Foto |
| -------- | ----------------------------- | ------------- | -------------------------------- | --------- | ---- |
| Roemenië | Calin Fabian                  | haga.mae.ro   | Catsheuvel 55                    | Ambassade |      |
| Rusland  | Alexander Vasilievich Shulgin | rusembassy.nl | Andries Bickerweg 2              | Ambassade |      |
| Rwanda   | Immaculée Uwanyiligira        | ambalahaye.nl | Johan van Oldenbarneveldtlaan 9B | Ambassade |      |

### S
| Land                 | Ambassadeur/consul               | Website                            | Adres                                             | Soort              | Foto |
| -------------------- | -------------------------------- | ---------------------------------- | ------------------------------------------------- | ------------------ | ---- |
| Sao Tomé en Principe | Albert Reeders                   | gegevens op minbuza.nl             | Minervalaan 90 III (Amsterdam)                    | Honorair consul    |      |
| Saoedi-Arabië        | Ziad M.D. Al Atiyah              | saudiembassy.nl                    | Alexanderstraat 19                                | Ambassade          |      |
| Senegal              | Amadou Kébé                      | gegevens op minbuza.nl             | Laan Van Meerdervoort 22                          | Ambassade          |      |
| Servië               | Ksenija Milenković               | thehague.mfa.rs                    | Groot Hertoginnelaan 30                           | Ambassade          |      |
| Seychellen           | Ms. Beryl Shirley Samson         | gegevens op minbuza.nl             | Keizersgracht 174-176 (Amsterdam)                 | Honorair consul    |      |
| Sierra Leone         | Samuel Tamba Musa                | sierraleoneconsulategeneral-nl.net | Zoutmanstraat 23-S                                | Consulaat-generaal |      |
| Singapore            | John Paul Broeders               | gegevens van minbuza.nl            | Westerlaan 10 (Rotterdam)                         | Consulaat-generaal |      |
| Slovenië             | Sanja Štiglic                    | hague.embassy.si                   | Anna Paulownastraat 11                            | Ambassade          |      |
| Slowakije            | Juraj Macháč                     | mzv.sk/web/haag-en                 | Parkweg 1                                         | Ambassade          |      |
| Somalië              | Pieter Smit                      | gegevens op minbuza.nl             | Graadt van Roggenstraat 163, Nijmegen             | Honorair consul    |      |
| Spanje               | María Consuelo Femenia Guardiola | exteriores.gob.es                  | Lange Voorhout 50                                 | Ambassade          |      |
| Soedan               | Sirajuddin Hamid Yousif          | sudanembassy-gov-nl.org            | Koninginnegracht 63-64                            | Ambassade          |      |
| Sri Lanka            | Aruni Ranaraja                   | infolanka.nl                       | Javastraat 2c                                     | Ambassade          |      |
| Suriname             | Rajendre Khargi                  | www.rijksoverheid.nl/              | Alexander Gogelweg 2                              | Ambassade          |      |
| Swaziland            | Herman de Vries                  | gegevens op minbuza.nl             | Prins der Nederlandenstraat 14 (Hoek van Holland) | Honorair consul    |      |
| Syrië                | Abdul al Chaman                  | gegevens op minbuza.nl             | Laan van Meerdervoort 53D                         | Honorair consul    |      |

### T
| Land         | Ambassadeur/consul     | Website                | Adres                          | Soort           | Foto |
| ------------ | ---------------------- | ---------------------- | ------------------------------ | --------------- | ---- |
| Tadzjikistan | H.M. Mahmurod          | gegevens op minbuza.nl | Frankenoord 43 (Rotterdam)     | Honorair consul |      |
| Tanzania     | Frans Hakkenberg       | gegevens op minbuza.nl | Groot Hertoginnelaan 28        | Honorair consul |      |
| Thailand     | Chatri Archjananun     | thaiembassy.org        | Laan Copes van Cattenburch 123 | Ambassade       |      |
| Togo         | Cornelis van den Brink | gegevens op minbuza.nl | Reine Claudestraat 6 (Almere)  | Honorair consul |      |
| Tsjaad       | Camillus Smeulders     | gegevens op minbuza.nl | Mgr. Cuytenlaan 30 (Nuenen)    | Honorair consul |      |
| Tsjechië     | Kateřina Sequensová    | mzv.cz                 | Paleisstraat 4                 | Ambassade       |      |
| Tunesië      | Slim Ghariani          | gegevens op minbuza.nl | Gentsestraat 98                | Ambassade       |      |
| Turkije      | Selçuk Ünal            | turkishembassy.nl      | Prinsessegracht 28-29          | Ambassade       |      |

### U
| Land    | Ambassadeur/consul    | Website                | Adres          | Soort     | Foto |
| ------- | --------------------- | ---------------------- | -------------- | --------- | ---- |
| Uruguay | Dr. Alvaro Moerzinger | gegevens op minbuza.nl | Mauritskade 33 | Ambassade |      |

### V
| Land                         | Ambassadeur/consul                   | Website                              | Adres                        | Soort      | Foto |
| ---------------------------- | ------------------------------------ | ------------------------------------ | ---------------------------- | ---------- | ---- |
| Vaticaanstad                 | Jean-Marie Speich                    | gegevens op minbuza.nl               | Carnegielaan 5               | Nuntiatuur |      |
| Venezuela                    | Jamal Jama Ahmed Abdulla Almusharakh | embven.nl                            | Nassaulaan 2                 | Ambassade  |      |
| Verenigd Koninkrijk          | Joanna Roper                         | gov.uk                               | Lange Voorhout 10            | Ambassade  |      |
| Verenigde Arabische Emiraten | Hissa Abdulla Ahmed Alotaiba         | mofaic.gov.ae                        | Eisenhowerlaan 130           | Ambassade  |      |
| Verenigde Staten             | Shefali Razdan Duggal                | nl.usembassy.gov                     | John Adams Park 1, Wassenaar | Ambassade  |      |
| Vietnam                      | Pham Viet Anh                        | vnembassy-thehague.mofa.gov.vn/en-us | Javastraat 1-1               | Ambassade  |      |

### W
| Land        | Ambassadeur/consul | Website                | Adres                   | Soort     | Foto |
| ----------- | ------------------ | ---------------------- | ----------------------- | --------- | ---- |
| Wit-Rusland | Andrei Yeudachenka | netherlands.mfa.gov.by | Groot Hertoginnelaan 26 | Ambassade |      |

### X/Y/Z
| Land        | Ambassadeur/consul                 | Website             | Adres               | Soort     | Foto |
| ----------- | ---------------------------------- | ------------------- | ------------------- | --------- | ---- |
| Zuid-Afrika | Vusi (Vusimuzi) Philemon Madonsela | zuidafrika.nl       | Wassenaarseweg 40   | Ambassade |      |
| Zuid-Korea  | Yun Young Lee                      | overseas.mofa.go.kr | Verlengde Tolweg 8  | Ambassade |      |
| Zweden      | Johannes Oljelund                  | swedenabroad.se     | Johan de Wittlaan 7 | Ambassade |      |
| Zwitserland | Heinz Edmund Walker                | eda.admin.ch        | Lange Voorhout 42   | Ambassade |      |

## Ambassades en consulaten voor Nederland, gevestigd in Brussel
| Land                | Ambassadeur/consul      | Website                                                          | Adres                                      | Soort     | Foto |
| ------------------- | ----------------------- | ---------------------------------------------------------------- | ------------------------------------------ | --------- | ---- |
| Andorra             | Esther Rabasa Grau      | www.exteriors.ad/en/embassies-of-andorra/andorra-belgium-embassy | Rue Froissart 95, (1040 Etterbeek Brussel) | Ambassade |      |
| Brunei              | Pengiran Haji Alihashim | mfa.gov.bn                                                       | Franklin Rooseveltlaan 238 (Brussel)       | Ambassade |      |
| Congo-Brazzaville   | Jacuqes Obia            | gegevens op minbuza.nl                                           | Franklin Rooseveltlaan 16-18 (Brussel)     | Ambassade |      |
| Oezbekistan         | Ison Mustafoev          | gegevens op minbuza.nl                                           | Franklin Rooseveltlaan 99 (Brussel)        | Ambassade |      |
| Papoea-Nieuw-Guinea | Kapi Tau Maro           | gegevens op minbuza.nl                                           | Tervurenlaan 430 (Brussel)                 | Ambassade |      |
| Paraguay            | Raul Vera Bogado        | gegevens op minbuza.nl                                           | Louizalaan 475 (Brussel)                   | Ambassade |      |
| Salomonseilanden    | Joseph Ma'ahanua        | commerce.gov.sb                                                  | Edouard Lacomblélaan 17 (Brussel)          | Ambassade |      |
| Zambia              | Sheila Siwela           | zebru.org                                                        | Molièrelaan 469 (Brussel)                  | Ambassade |      |
| Zimbabwe            | Gift Punungwe           | gegevens op minbuza.nl                                           | Joséphine-Charlotteplein 11 (Brussel)      | Ambassade |      |
| Zuid-Soedan         | Emmanuel Lomoro         | goss-brussels.com                                                | Brand Whitlocklaan 30 (Brussel)            | Ambassade |      |

## Landen zonder ambassade of consulaat in Nederland
Bahama's, Bahrein, Benin, Brunei, Cambodja, Centraal-Afrikaanse Republiek, Dominica, Equatoriaal-Guinea, Fiji, Gabon, Gambia, Guinee, Guinee-Bissau, Guyana, Haïti, IJsland, Kirgizië, Kiribati, Lesotho, Liberia, Liechtenstein, Nauru, Panama, Papoea-Nieuw-Guinea, Saint Kitts en Nevis, Saint Lucia, Saint Vincent en de Grenadines, Samoa, Sao Tomé en Principe, Swaziland, Togo, Trinidad en Tobago en Turkmenistan.

## Gerelateerde onderwerpen
- Lijst van Nederlandse ambassades
- Ambassade
- Ambassadeur
- Ereconsulaat